# Mouloudia d'Alger en coupe de la Ligue
Cette page montre le parcours du MC Alger en Coupe de la Ligue, compétition qu'elle l'a remportée à une reprise.

## Parcours en Coupe de la Ligue

### Coupe de la Ligue d'Algérie 1991-1992
La fédération Algérienne de football a lancé une nouvelle compétition sous le nom de Coupe de la Fédération qui est uniquement jouée entre clubs de D1.
La compétition se déroule en deux phases distinctes. Il y a tout d'abord une première phase dite phase de poule ou phase de groupe, qui se déroule en trois journées suivant la composition des groupes. Puis les qualifiés des quatre poules s'affrontent dans une phase à élimination directe sur terrain neutre après un tirage au sort et qui débute au stade des quarts de finale.

#### Premier tour, Phase de poule
| Coupe de la Ligue d'Algérie de football Journée 1 | MC Alger | 3-1 | CR Belouizdad | Stade du 5-Juillet-1962 (Alger) |
| 2 janvier 1992 15 h 00 UTC+1                      |          |     |               |                                 |

| Coupe de la Ligue d'Algérie de football Journée 2 | MC Alger | 2-0 | NA Hussein Dey | Stade du 5-Juillet-1962 (Alger) |
| 6 janvier 1992 15 h 00 UTC+1                      |          |     |                |                                 |

| Coupe de la Ligue d'Algérie de football Journée 3 | JSM Tiaret | 0-2 | MC Alger | Stade Ahmed Kaïd (Tiaret) |
| 9 janvier 1992 15 h 00 UTC+1                      |            |     |          |                           |

| Pl. | Club           | Points | Joués | V | E | D | bp | bc | +/- |
| --- | -------------- | ------ | ----- | - | - | - | -- | -- | --- |
| 1er | MC Alger       | 6      | 3     | 3 | 0 | 0 | 7  | 1  | +6  |
| 2e  | CR Belouizdad  | 4      | 3     | 2 | 0 | 1 | 4  | 4  | 0   |
| 3e  | NA Hussein Dey | 2      | 3     | 1 | 0 | 2 | 2  | 4  | -2  |
| 4e  | JSM Tiaret     | 0      | 3     | 0 | 0 | 3 | 0  | 4  | -4  |

 Le système de point pour la phase de groupe est le suivant : 2pts pour 1V, 1pt pour 1N et 0pt pour une défaite 

#### Deuxième tour
| Coupe de la Ligue d'Algérie de football 1/4 de finale | MC Alger | 3-0 (Par forfait) | ASM Oran | Stade Mohamed-Boumezrag (Chlef) |
| 14 janvier 1992 13 h 00 UTC+1                         |          |                   |          |                                 |

| Coupe de la Ligue d'Algérie de football 1/2 finale A | MC Alger | Non joué | CR Belouizdad | Stade du 1er novembre 1954 (Tizi Ouzou) |
| 27 janvier 1992 15 h 00 UTC+1                        |          |          |               |                                         |

| Coupe de la Ligue d'Algérie de football 1/2 finale B | JS Bordj Menaiel | Non joué | ES Setif | Stade du 5-Juillet-1962 (Alger) |
| 27 janvier 1992 15 h 00 UTC+1                        |                  |          |          |                                 |

- tournoi annulé pour des raisons de sécurité

### Coupe de la Ligue d'Algérie 1995-1996
La fédération algérienne de football a relancé la compétition sous le nom de Coupe de la Ligue et qui est uniquement jouée entre clubs de D1.
La compétition se déroule en deux phases distinctes. Il y a tout d'abord une première phase dite phase de poule ou phase de groupe, qui se déroule en six journées (aller-retour) suivant la composition des groupes. Puis les premiers des quatre poules s'affrontent dans une phase à élimination directe après un tirage au sort et qui débute au stade des demi-finales.

#### Premier tour, Phase de poule
| Coupe de la Ligue d'Algérie de football Journée 1 | MC Alger | 0-0 | USM Blida |  |  |
|                                                   |          |     |           |  |  |

| Coupe de la Ligue d'Algérie de football Journée 2 | USM El Harrach | 0-0 | MC Alger |  |  |
|                                                   |                |     |          |  |  |

| Coupe de la Ligue d'Algérie de football Journée 3 | JS Bordj Menaiel | 0-0 | MC Alger |  |  |
|                                                   |                  |     |          |  |  |

| Coupe de la Ligue d'Algérie de football Journée 4 | USM Blida | 1-1 | MC Alger |  |  |
|                                                   |           |     |          |  |  |

| Coupe de la Ligue d'Algérie de football Journée 5 | MC Alger | 4-0 | USM El Harrach |  |  |
|                                                   |          |     |                |  |  |

| Coupe de la Ligue d'Algérie de football Journée 6 | MC Alger | 0-1 | JS Bordj Menaiel |  |  |
|                                                   |          |     |                  |  |  |

| Pl. | Club             | Points | Joués | V | E | D | bp | bc | +/- |
| --- | ---------------- | ------ | ----- | - | - | - | -- | -- | --- |
| 1er | JS Bordj Menaiel |        | 6     |   |   |   |    |    |     |
| 2e  | MC Alger         | 7      | 6     | 1 | 4 | 1 | 5  | 2  | +3  |
| 3e  | USM Blida        |        | 6     |   |   |   |    |    |     |
| 4e  | USM El Harrach   |        | 6     |   |   |   |    |    |     |

- Le MC Alger non qualifié en 1/2 finale.

### Coupe de la Ligue d'Algérie1997-1998
Cette fois la compétition est relancée sous le nom de la Coupe du 1er novembre et qui prend la structure de la coupe d'Algérie, c'est-à-dire des matchs à élimination directe, et qui débute au stade des 1/32e de finale.
| Coupe de la Ligue d'Algérie de football 1/32e de finale | MC Alger | 2-0 | MC El Eulma |  |  |
|                                                         |          |     |             |  |  |

| Coupe de la Ligue d'Algérie de football 1/16e de finale | MC Alger | 1-0 | JS Bordj Menaiel |  |  |
|                                                         |          |     |                  |  |  |

| Coupe de la Ligue d'Algérie de football 1/8e de finale | USM El Harrach | 1-2 | MC Alger | Stade 1er-novembre |  |
|                                                        |                |     |          |                    |  |

| Coupe de la Ligue d'Algérie de football 1/4e de finale | CR Belouizdad | 0-1 | MC Alger | Stade du 20-août-1955 |  |
|                                                        |               |     |          |                       |  |

| Coupe de la Ligue d'Algérie de football 1/2 finale | MC Alger | 1-0 | ASM Oran |  |  |
|                                                    |          |     |          |  |  |

| Coupe de la Ligue d'Algérie de football finale | MC Alger | 1-0 | CA Batna | Stade du 5 juillet 1962 |  |
|                                                |          |     |          |                         |  |

- Le MC Alger remporte son premier titre dans cette compétition.

### Coupe de la Ligue d'Algérie 1999-2000
La compétition prend le nom de Coupe du Groupement Professionnel et se déroule en deux phases distinctes. Il y a tout d'abord une première phase dite phase de poule ou phase de groupe, qui se déroule en neuf journées maximum suivant la composition des groupes. Puis les qualifiés des trois poules s'affrontent dans une phase à élimination directe après un tirage au sort et qui débute au stade des huitièmes de finale.
Ces trois groupes sont tout simplement appelés Groupe Ouest, Groupe Centre et Groupe Est et font références aux trois grandes régions footballistiques du pays. La composition du Groupe Centre est plus élevé que les deux autres car tout simplement, il possède un plus grand nombre de clubs évoluant en première et deuxième division du football algérien.
En effet, cette compétition étant une coupe uniquement jouée par des équipes dite professionnelles ou semi-professionnelles, seules sont autorisés à participer les clubs évoluant en Première Division et en Deuxième Division.
Le MC Alger étant un club de Première Division appartenant à la Région Centre, se retrouve donc dans le Groupe dans le Groupe Centre.

#### Premier tour, une phase de poule
Le premier tour est donc une phase de poule qui se déroule pour cette édition, en neuf journées. Elle débute en septembre 1999 et se termine en janvier 2000. Il existe pour cette première phase seulement trois groupes de qualification. Ces groupes sont issus des trois grandes régions footballistiques du pays, à savoir la Région Ouest, la Région Centre, et la Région Est.
Le Groupe Ouest était composé de sept équipes, le Groupe Centre composé de dix équipes et le Groupe Est de neuf équipes.
La composition du Groupe Centre était plus nombreuse que celle des deux autres groupes, car la région centre possédait un plus grand nombre de clubs évoluant en première et deuxième division du football algérien, étant donné que seuls les clubs de ces deux divisions peuvent participer à cette compétition.

#### Groupe Centre
Le Groupe Centre, faisant référence à la région Centre du pays, concentre donc toutes les équipes évoluant en première et deuxième division du football algérien et appartenant à cette région, qui était l'ex Ligue d'Alger de football durant la période coloniale. La ligue d'Alger existe encore mais sous un autre format et fait partie de la "Région Centre".

##### Composition du Groupe Centre
Le Groupe Ouest est composé pour cette édition de dix équipes dont, six évoluant en Première Division:
Le MCA: Le Mouloudia Club d'Alger.
La JSK: La Jeunesse sportive de Kabylie.
La JSMB: La Jeunesse sportive medinat Bejaia.
L'USMA: L'Union sportive de la médina d'Alger.
L'USMB: L'Union sportive medinat Blida.
Et le CRB: Le Chabab riadhi Belouizdad.
Ainsi que quatre équipes évoluant en Deuxième Division durant cette édition:
La JSBM: La Jeunesse sportive Bordj Menaiel.
Le RCK: Le Raed Chabab Kouba.
L'USMH: L'Union Sportive de la Médina d'El Harrach.
Et le NAHD: Le Nasr Athlétique de Hussein Dey.
Toutes les équipes s'affrontent entre elles en une poule unique, avec le système de points standard de 3 points pour une victoire, 1 point pour un match nul et 0 point pour une victoire. Comme le groupe est composé que de dix équipes, celui-ci ne connaîtra donc neuf journées de matchs.
À l'issue de cette première phase, au classement seuls les six premiers seront qualifiés pour la deuxième phase à élimination direct qui débutera le 10 février 2000

##### Matchs du MCA dans le Groupe Centre
Le MC Alger début la phase de poule du Groupe Centre, la première journée le 23 décembre 1999 par un match nul un but partout concédé sur le terrain de la JS Kabylie.
| Coupe de la Ligue d'Algérie de football Journée 1 | JS Kabylie | 1-1 | MC Alger |  |  |
|                                                   |            |     |          |  |  |

| Coupe de la Ligue d'Algérie de football Journée 2 | MC Alger | 0-0 | JSM Bejaia |  |  |
|                                                   |          |     |            |  |  |

| Coupe de la Ligue d'Algérie de football Journée 3 | MC Alger | 2-3 | USM Blida |  |  |
|                                                   |          |     |           |  |  |

| Coupe de la Ligue d'Algérie de football Journée 4 | RC Kouba | 2-3 | MC Alger |  |  |
|                                                   |          |     |          |  |  |

| Coupe de la Ligue d'Algérie de football Journée 5 | MC Alger | 1-2 | NA Hussein Dey |  |  |
|                                                   |          |     |                |  |  |

| Coupe de la Ligue d'Algérie de football Journée 6 | JS Bordj Menaiel | 1-2 | MC Alger |  |  |
|                                                   |                  |     |          |  |  |

| Coupe de la Ligue d'Algérie de football Journée 7 | MC Alger | 1-1 | USM El Harrach |  |  |
|                                                   |          |     |                |  |  |

| Coupe de la Ligue d'Algérie de football Journée 8 | USM Alger | 0-1 | MC Alger |  |  |
|                                                   |           |     |          |  |  |

| Coupe de la Ligue d'Algérie de football Journée 9 | MC Alger | 0-0 | CR Belouizdad |  |  |
|                                                   |          |     |               |  |  |

##### Classement du MCA dans le Groupe Centre
À l'issue de cette première phase concernant la Région Centre, et après neuf journées de compétition qui permirent à chacun des clubs de jouer neuf matchs (sauf pour le CR Belouizdad et l'USM Alger, qui n'en ont joué que huit), le classement pour le Groupe Centre est le suivant
| Pl. | Club             | Points | Joués  | V | E | D | bp | bc | +/- |
| --- | ---------------- | ------ | ------ | - | - | - | -- | -- | --- |
| 1er | JSM Bejaia       | 18     | 9      | 5 | 3 | 1 | 9  | 4  | +5  |
| 2e  | CR Belouizdad    | 17     | 8 (-1) | 5 | 2 | 1 | 18 | 6  | +12 |
| 3e  | USM El Harrach   | 15     | 9      | 4 | 3 | 2 | 8  | 7  | +1  |
| 4e  | RC Kouba         | 14     | 9      | 4 | 2 | 3 | 11 | 11 | 0   |
| 5e  | MC Alger         | 13     | 9      | 3 | 4 | 2 | 11 | 10 | +1  |
| 6e  | USM Alger        | 12     | 8 (-1) | 3 | 3 | 2 | 11 | 9  | +2  |
| 7e  | USM Blida        | 10     | 9      | 2 | 4 | 3 | 10 | 14 | -4  |
| 8e  | JS Kabylie       | 8      | 9      | 1 | 5 | 3 | 6  | 8  | -2  |
| 9e  | NA Hussein Dey   | 6      | 9      | 2 | 0 | 7 | 8  | 14 | -6  |
| 10e | JS Bordj Menaiel | 5      | 9      | 1 | 2 | 6 | 7  | 16 | -9  |

|  | qualifiés pour les « huitièmes de finale » de la Coupe de la Ligue d'Algérie » |

Le MC Alger qui termine 5e de cette phase éliminatoire, est qualifié en huitièmes de finale de la Coupe de la Ligue d'Algérie de football de la saison 1999-2000.

#### Huitièmes de finale
| Coupe de la Ligue d'Algérie de football 1/8e de finale | JSM Bejaia | 3-0 | MC Alger |  |  |
|                                                        |            |     |          |  |  |